# Læsø kommun
Læsø kommun (danska: Læsø Kommune) är en kommun i Region Nordjylland i Danmark. Den utgörs av hela ön Læsø och är till invånartalet sett den minsta danska kommunen. Huvudort är Byrum.